# Ginnastica artistica al XIII Festival olimpico estivo della gioventù europea
Le competizioni di ginnastica artistica al XIII Festival olimpico estivo della gioventù europea si sono svolte dal 28 al 30 luglio a Tbilisi, in Georgia

## Podi

### Ragazzi
| Gara                  | Oro                         | Punti   | Argento                     | Punti   | Bronzo            | Punti   |
| Concorso individuale  | Joe Connor Fraser           | 84,750  | Maksim Sinichkin            | 83,250  | Artem Arnaut      | 82,700  |
| Concorso a squadre    | Gran Bretagna               | 169,650 | Italia                      | 163,900 | Russia            | 163,700 |
| Corpo libero          | Gianni Lorenzo Regini-Moran | 14,700  | Hamish Alexander Carter     | 14,100  | Krisztian Boncser | 14,050  |
| Sbarra                | Moreno Kratter              | 14,050  | Gianni Lorenzo Regini-Moran | 13,850  | Lorenzo Galli     | 13,800  |
| Parallele simmetriche | Joe Connor Fraser           | 14,600  | Eduard Yermakov             | 14,450  | Kevin Carvalho    | 14,200  |
| Cavallo con maniglie  | Alexander Sychugov          | 14,700  | Joe Connor Fraser           | 14,200  | Lorenzo Galli     | 14,000  |
| Anelli                | Maksim Sinichkin            | 14,150  | Nick Klessinj               | 14,100  | Joe Connor Fraser | 14,050  |
| Volteggio             | Yahor Sharamkou             | 14,400  | Gianni Lorenzo Regini-Moran | 14,400  | Dimitrii Govorov  | 14,150  |

### Ragazze
| Gara                   | Oro               | Punti   | Argento             | Punti   | Bronzo               | Punti   |
| Concorso individuale   | Daria Skrypnik    | 55,750  | Axelle Klinckaert   | 55,750  | Anastasiia Iliankova | 55,500  |
| Concorso a squadre     | Russia            | 112,900 | Belgio              | 111,750 | Germania             | 107,700 |
| Corpo libero           | Axelle Klinckaert | 14,100  | Daria Skrypnik      | 13,900  | Nina Derwael         | 13,750  |
| Trave                  | Axelle Klinckaert | 13,950  | Maisie Rose Methuen | 13,650  | Daria Skrypnik       | 12,750  |
| Parallele asimmetriche | Daria Skrypnik    | 14,850  | Nina Derwael        | 14,800  | Anastasiia Iliankova | 14,700  |
| Volteggio              | Marine Boyer      | 14,275  | Daria Skrypnik      | 14,100  | Elena Eremina        | 14,000  |